# WebM
WebM là một định dạng file đa phương tiện. Nó chủ yếu nhằm cung cấp một sự thay thế miễn phí bản quyền để sử dụng trong các yếu tố video HTML5 và âm thanh HTML5. Nó có một dự án WebP chị em cho hình ảnh. Sự phát triển của định dạng được tài trợ bởi Google và phần mềm tương ứng được phân phối theo giấy phép BSD.
Bộ chứa WebM dựa trên hồ sơ của Matroska. WebM ban đầu hỗ trợ luồng video VP8 và luồng âm thanh Vorbis. Vào năm 2013, nó đã được cập nhật để chứa video VP9 và âm thanh Opus.

## Hỗ trợ nhà cung cấp

### Phần mềm
Hỗ trợ WebM gốc của Mozilla Firefox, Opera, và Google Chrome đã được công bố tại hội nghị Google I/O 2010. Internet Explorer 9 yêu cầu phần mềm WebM của bên thứ ba. Safari cho macOS dựa trên QuickTime để phát phương tiện web cho đến Safari 12, vẫn không có hỗ trợ riêng cho WebM. Tính đến  năm 2019 QuickTime không hỗ trợ WebM, nhưng với plug-in bên thứ ba phù hợp. Vào năm 2011, Nhóm Dự án WebM của Google đã phát hành các plugin cho Internet Explorer và Safari để cho phép phát lại các file WebM thông qua <video> HTML5 tiêu chuẩn. Tính đến  ngày 9 tháng 6 năm 2012, Internet Explorer 9 trở lên đã hỗ trợ plugin cho Windows Vista trở lên.
Trình phát đa phương tiện VLC, MPlayer, [./https://en.wikipedia.org/wiki/KMPlayer K-Multimedia Player] và JRiver Media Center có hỗ trợ riêng để phát các tệp WebM. FFmpeg có thể mã hóa và giải mã video VP8 khi được xây dựng với sự hỗ trợ cho libvpx, thư viện codec VP8/VP9 của dự án WebM, cũng như các tệp tuân thủ WebM mux/demux. Ngày 23 tháng 7 năm 2010, Fiona Glaser, Ronald Bultje và David Conrad của nhóm FFmpeg đã công bố bộ giải mã ffvp8. Thử nghiệm của họ cho thấy ffvp8 nhanh hơn bộ giải mã libvpx của chính Google. MKVToolNix, các công cụ tạo Matroska phổ biến, đã triển khai hỗ trợ cho các tập tin tương thích WebM ghép kênh/tách kênh ra khỏi hộp. Haali Media Splitter cũng đã công bố hỗ trợ cho việc chuyển đổi/dịch chuyển WebM. Kể từ phiên bản 1.4.9, trình chỉnh sửa video LiVES có hỗ trợ giải mã thời gian thực và mã hóa sang định dạng WebM bằng thư viện ffmpeg.
MPC-HC kể từ khi xây dựng SVN 2071 hỗ trợ phát lại WebM với bộ giải mã VP8 nội bộ dựa trên mã của FFmpeg. Hỗ trợ giải mã đầy đủ cho WebM có sẵn trong MPC-HC kể từ phiên bản ngày 1 tháng 4 năm 2499.0.
Android được kích hoạt WebM kể từ phiên bản 2.3 Gingerbread, lần đầu tiên được cung cấp qua điện thoại thông minh Nexus S và có thể phát trực tuyến kể từ Android 4.0 Ice Cream Sandwich.
Tháng 9 năm 2015, Microsoft đã thông báo rằng trình duyệt Edge trong Windows 10 sẽ thêm hỗ trợ cho WebM (Opus, Vorbis, VP9).
iOS không thực sự chạy WebM.

### Phần cứng
Dự án WebM cấp phép cho bộ tăng tốc phần cứng VP8 (RTL IP) cho các công ty bán dẫn để mã hóa và giải mã 1080p với chi phí bằng không. AMD, ARM và Broadcom đã công bố hỗ trợ tăng tốc phần cứng định dạng WebM. Intel cũng đang xem xét khả năng tăng tốc dựa trên phần cứng cho WebM trong các chip TV dựa trên Atom của mình của mình nếu định dạng này trở nên phổ biến. Qualcomm và [./https://en.wikipedia.org/wiki/Texas_Instruments Texas Instruments] đã công bố hỗ trợ, với hỗ trợ riêng đến với bộ xử lý TI OMAP. Chips &amp; Media đã công bố bộ giải mã phần cứng đầy đủ cho VP8 có thể giải mã luồng VP8 độ phân giải HD (1080p) ở tốc độ 60 khung hình/giây.
Nvidia đang hỗ trợ VP8 và cung cấp cả giải mã và mã hóa phần cứng trong Tegra 4 và Tegra 4i SoC. Nvidia đã công bố hỗ trợ video 3D cho WebM thông qua HTML5 và công nghệ Nvidia 3D Vision của họ.
Ngày 7 tháng 1 năm 2011, Rockchip đã phát hành con chip đầu tiên trên thế giới để lưu trữ toàn bộ phần cứng thực hiện giải mã VP8 1080p. Khả năng tăng tốc video trong chip RK29xx được xử lý bởi IP bộ giải mã phần cứng G-Series 1 của WebM Project.
Tháng 6 năm 2011, ZiiLABS đã trình diễn bộ giải mã VP8 1080p của họ chạy trên bộ xử lý ZMS-20. Mảng xử lý phương tiện lập trình của chip được sử dụng để cung cấp khả năng tăng tốc VP8.
Ngoài ra ST-Ericsson và Huawei đã triển khai phần cứng trong chip máy tính của họ.

## Cấp phép
Giấy phép WebM ban đầu đã chấm dứt cả trợ cấp bằng sáng chế và các điều khoản phân phối lại bản quyền nếu một vụ kiện vi phạm bằng sáng chế đã được đệ trình, gây ra những lo ngại về khả năng tương thích GPL. Để đối phó với những lo ngại đó, Dự án WebM đã tách riêng cấp bằng sáng chế từ cấp bản quyền, cung cấp mã theo giấy phép BSD tiêu chuẩn và bằng sáng chế theo một khoản trợ cấp riêng. Quỹ phần mềm miễn phí, duy trì Định nghĩa phần mềm miễn phí, đã đưa ra sự chứng thực cho WebM và VP8  và coi giấy phép của phần mềm là tương thích với Giấy phép công cộng GNU. Vào ngày 19 tháng 1 năm 2011, Quỹ Phần mềm Tự do đã công bố hỗ trợ chính thức cho dự án WebM. Vào tháng 2 năm 2011, Phó Chủ tịch Internet Explorer của Microsoft đã kêu gọi Google cung cấp tiền bồi thường cho các vụ kiện bằng sáng chế.
Mặc dù Google đã phát hành tất cả các bằng sáng chế của mình trên VP8 dưới dạng miễn phí bản quyền, MPEG LA, nhà cấp phép của nhóm bằng sáng chế H.264, đã bày tỏ quan tâm đến việc tạo ra một nhóm bằng sáng chế cho VP8. Ngược lại, các nhà nghiên cứu khác trích dẫn bằng chứng rằng On2 đã nỗ lực đặc biệt để tránh bất kỳ bằng sáng chế MPEG LA nào. Do mối đe dọa, Bộ Tư pháp Mỹ (DOJ) đã bắt đầu một cuộc điều tra vào tháng 3 năm 2011 về MPEG LA vì vai trò của nó trong việc cố gắng ngăn chặn sự cạnh tranh. Tháng 3 năm 2013, MPEG LA tuyên bố rằng họ đã đạt được thỏa thuận với Google để cấp phép cho các bằng sáng chế rằng "có thể là thiết yếu" để triển khai codec VP8 và trao cho Google quyền cấp phép các bằng sáng chế này cho bất kỳ người dùng bên thứ ba nào VP8 hoặc VP9.
Tháng 3 năm 2013, Nokia đã đệ đơn phản đối lên [./https://en.wikipedia.org/wiki/Internet_Engineering_Task_Force Internet Engineering Task Force] liên quan đến đề xuất của Google về codec VP8 là một phần cốt lõi của WebM, cho biết họ có bằng sáng chế thiết yếu cho việc triển khai của VP8. Nokia liệt kê 64 bằng sáng chế và 22 ứng dụng đang chờ xử lý, thêm vào đó, nó chưa được chuẩn bị để cấp phép cho bất kỳ ứng dụng nào cho VP8. Ngày 5 tháng 8 năm 2013, một tòa án ở Mannheim, Đức, phán quyết rằng VP8 không vi phạm bằng sáng chế thuộc sở hữu và khẳng định của Nokia.